# Archives nationales du Japon
Pour les articles homonymes, voir Archives nationales (homonymie).
Les Archives nationales du Japon (独立行政法人国立公文書館, Dokuritsu Gyosei Hojin Kokuritsu Kōbunshokan) conservent les documents du gouvernement japonais ainsi que les documents historiques et les rendent accessibles au public. Bien que la vénération du Japon pour son histoire unique et son art soit bien documentée et illustrée par les collections d'art et de documents, il n'y a presque pas de tradition archivistique. Avant la création des Archives nationales, la rareté des documents publics maintient dans l'ombre certains documents tels que les sources internes montrant un processus qui informe de la formation d'une politique spécifique ou les comptes rendus des réunions des différents comités.
Conformément à la loi n°79 sur les Archives nationales (1999), la fonction essentielle de préservation des « documents officiels et des dossiers importants en tant que matériaux historiques » comprend tous les documents relatifs à (1) la prise de décisions sur des questions importantes de politique nationale, et (2) les processus de délibération, de discussion ou de consultation avant d'atteindre toute prise de décision et le processus d'application des politiques basées sur les décisions prises. Le transfert de ce qui est considéré comme matériau historiquement important des différents ministères et organismes est effectué régulièrement, conformément au plan de transfert préparé et révisé par le Premier Ministre pour chaque exercice fiscal. La préservation, la restauration, le catalogage, le microfilmage et la numérisation sont tous des aspects importants des responsabilités des Archives. Cependant, les Archives nationales sont en train de devenir quelque chose de plus que simplement un référentiel historique, parce qu'elles sont aussi un complexe de structures, de processus et d'épistémologies situés à un point critique de l'intersection entre la recherche, les pratiques culturelles, la politique et les technologies.

## Histoire
Depuis l'ère Meiji (1868–1912) les documents administratifs ont été conservés par chaque ministère du gouvernement. Une bibliothèque pour le naissant gouvernement de l'ère Meiji fut établi en 1873 ; puis en 1885, cela devint la bibliothèque du Cabinet (Naikaku Bunko), qui a évolué au fil du temps comme spécialiste national des livres classiques anciens sur le Japon et la Chine. Cette bibliothèque incluait les archives du gouvernement de l'époque d'Edo et du shogunat Tokugawa (1603–1867) ainsi que d'autres travaux. Ces collections sont un élément important du fonds d'archives.
En novembre 1959 le Président du Conseil des Sciences du Japon émit une circulaire établissant les Archives nationales pour éviter la perte de documents officiels et pour faciliter leur accès au public. En juillet 1971, les Archives récemment créées commencent à recevoir, évaluer et cataloguer les documents du gouvernement et archives historiques importantes. De plus les Archives ont mis l'accent sur un programme de mise en valeur de leur fonds pour encourager l'intérêt d'un large public et de la recherche en créant différentes expositions.
En juillet 1998, l'annexe Tsukuba (Tsukuba Gakuen Toshiwas) est établie dans la préfecture d'Ibaraki afin d'étendre la capacité de stockage des archives.
Une directive du Cabinet en 1999 conduit à la création du Centre japonais pour les Archives Historiques Asiatiques (アジア歴史資料センター, Asia Rekishi Shiryo Centre), qui ouvre en novembre 2001. Le centre numérise des données de différentes institutions nationales telles que les Archives nationales, (en) Diplomatic Record Office du ministère des Affaires étrangères, et les (en) Archives militaires de l'(en) Institut National pour les Études de la Défense de l'agence de défense japonaise, et donne accès aux données numérisées via Internet.

### Tremblement de terre et tsunami de Tohoku (2011)
Le 11 mars 2011, un tremblement de terre possédant une force évaluée à 9.1 Mw frappe les côtes du Nord-Ouest de l'île japonaise de Honshu, la plus grande île du Japon. On estime que les ravages du désastre naturel s’immisce jusqu’à une longueur maximale de 29 kilomètres en direction de l’Est, passant directement par le centre de l’île et rejoignant la côte Est de Honshu. 30 minutes après le tremblement de terre, un tsunami dévastateur fait son apparition sur la côte Pacifique.
De nombreux bâtiments sont détruits et environ 20 000 personnes décèdent à la suite de ces évènements ou sont portés disparues. Notamment, plusieurs services culturels (bibliothèques, centres d’archives, archives privées, etc.) sont touchés par des sinistres massifs relié à l’accumulation violente d’eau. Une semaine après les événements, les Archives nationales du Japon (ANJ) signifient leurs condoléances aux familles sinistrées sur son site web.
Le 26 mai 2011, la Japan Society for Archives Institutions (JSAI) met sur pied un comité de secours d’urgence visant la préservation et la sauvegarde des collections historiques touchées par le tremblement de terre. L’ANJ se joignent à ce comité et participent à des activités de secours sur le terrain avec l’Université Housei et les archives de la préfecture de Kanagawa.
Les activités de ce comité est de l’ANJ se concentrent sur la restauration du matériel touché et des groupes de professionnels (notamment des chercheurs, conservateurs, archivistes) bénévoles sont mobilisés pour travailler sur les archives et des méthodes spéciales sont utilisées pour restaurer des documents en fonction de la composition de ceux-ci. Ces groupes se surnomment des Shiryo net (réseau d’archive).  
On peut noter les procédés de rinçage, de stérilisation, de fumisage[pas clair] et de numérisation des documents, ainsi que la méthode du leaf-casting qui consiste à réparer un document fragilisé ou endommagé en le feuilletant avec des feuilles vierges placés à des endroits stratégiques. L’aide de l’ANJ concerne particulièrement les documents officiels, donc découlant d’institutions nationales ou préfectorales.
Ces activités permettent aux bénévoles de se familiariser avec les méthodes de restauration des documents en situation de crise, mais seront aussi reprises de façon ludique en tant qu’activité dispensé par les organismes participants, notamment l’ANJ, elle qui espère que l’acquisition de ces savoirs techniques puisse permettre à la population de réagir plus efficacement lors de désastres naturels. Dès juin 2012, un programme éducatif en restauration de documents est proposé par l’ANJ et est ouvert au grand public.
Au courant des activités de secours, l’ANJ participe également à la création de projets de restauration avec plusieurs archives préfectorales ou villageoises et parvient à estimer les pertes au niveau des archives locales: 26 archives gouvernementales sont touchées, la plupart en lien avec le tsunami.  Depuis son implication dans les premiers efforts de secourisme, l’ANJ supporte plusieurs projets de restauration à travers Honshu. Entre janvier et mars 2012, l’ANJ contribue à rendre disponible 22 de ses employés, forme 110 personnes dans des localités touchées et atteste avoir permis de restaurer 240’000 feuilles de documents officiels.
Le 8 juin 2012, le jour précédent la Journée Internationale des Archives, l’ANJ joint sa signature à une centaine de regroupements archivistiques pour une déclaration visant la conservation et la préservation du patrimoine japonais, mais visant également une coopération unilatérale et interinstitutionnelle en cas d’autres désastres naturels.

### Institution administrative indépendante
Les Archives nationales deviennent une institution administrative indépendante le 1er avril 2001 lors de la prise d'effet d'un acte amendant la loi relative aux Archives nationales. Les responsabilités dévolues aux Archives incluent la gestion de l'accès au public des archives, et la supervision des collections à mesure de leur croissance ainsi que les protocoles de conservation.
L'indépendance accrue de l'institution gérant les archives est établie pour aider à prendre les mesures de conservation appropriées des archives historiques.

## Accès en ligne
Le site Internet des Archives nationales fournit de l'information au sujet des données archivées et cataloguées pour permettre une recherche en ligne. Le site dispose d'une version en japonais et une en anglais, les archives elles-mêmes étant bien sûr majoritairement en japonais. Le site donne accès à de courtes description et quelques images des documents et livres. La galerie numérique peut être utilisée pour faire des recherches par mot-clé ou en parcourant les différentes catégories donnant accès aux images, photographies, cartes, dessins et documents. ocuments. Des résumés des publications des Archives nationales en anglais sont également disponibles.
Depuis avril 2005, le système d'accès aux archives numériques propose de nombreuses images d'archives en haute résolution dont celles relatives aux biens culturels importants du Japon. Les collections des Archives nationales fournissent des preuves de la vie des individus, des communautés et de l’État japonais.
Les Archives nationales sont un modèle pour développer l'établissement d'archives de niveau local (préfectures et municipalités). Dans ces institutions de plus petite taille, des activités similaires pour conserver, restaurer, cataloguer, microfilmer et numériser les archives sont mises en place. Par exemple la galerie numérique inclut des images numérisées de documents officiels de la préfecture de Shiga en 1924. Ces images ont été annexées au rapport annuel soumis par le gouverneur de la préfecture et décrivant l'avancement des travaux pour moderniser les procédures de compilation et stockage des archives, cela afin d'améliorer l'efficacité des services administratifs.